# ترانزستور حيوي
الترانزستور الحيوي (بالإنجليزية: Transcriptor)‏ عبارة عن جهاز يشبه الترانزستور يتكون من DNA وRNA بدلاً من مادة شبه موصلة مثل السيليكون. قبل اختراعه في عام 2013، كان الترانزستور الحيوي يُعتبر مكونًا مهمًا لبناء أجهزة الحاسوب الحيوية.